# .qa
‎.qa‏ دامنه اینترنتی کشور قطر است.